# Inge Meysel
Inge Meysel (30 de mayo de 1910 - 10 de julio de 2004) fue una actriz teatral, cinematográfica y televisiva de  nacionalidad alemana, una de las más populares de su país desde los años 1960 hasta el momento de su muerte.

## Biografía

### Inicios y carrera artística
Nacida en Rixdorf, actualmente en Berlín, Alemania, su verdadero nombre era Ingeborg Charlotte Hansen. Sus padres eran Anna Hansen, una danesa, y Julius Meysel, alemán de origen judío. Meysel apareció en escena por vez primera a los tres años de edad, en la ópera Hansel y Gretel, como un ángel en el escenario. Meysel cursó estudios de arte dramático en diversos centros de Berlín desde 1928 a 1930, iniciándose en la escena en Zwickau, Leipzig y Berlín. Su debut tuvo lugar en 1930 en Zwickau en el estreno de la obra de Ernst Penzoldt Etienne und Luise.
Durante el régimen Nazi, a Meysel se le prohibió actuar desde 1935 hasta 1945 por ser su padre de origen judío. Por esa razón Meysel hubo de trabajar en la Ciudad libre de Dánzig como telefonista e ilustradora técnica. El padre de Meysel sobrevivió en 1945 escondido en un sótano. Se salvó de la deportación ya que Reinhard Heydrich ordenó su liberación por ser un veterano discapacitado de la Primera Guerra Mundial. 
En 1945, a los 35 años de edad, Meysel pudo reiniciar su carrera en Hamburgo, actuando en el Teatro Thalia de dicha ciudad.
Meysel recibió el apodo de Mutter der Nation ("Madre de la Nación"), por su trabajo en Das Fenster zum Flur y, a partir de los primeros años 1960, la actriz trabajó principalmente en producciones televisivas. Fue muy conocida por su papel de Käthe Scholz en la serie de TV Die Unverbesserlichen (1965 a 1971). Así mismo, la serie Gertrud Stranitzki (1965) disparó aún más su fama.
Fue galardonada en numerosas ocasiones por su trabajo, ganando, entre otros premios, el Premio de la Televisión Alemana a su trayectoria. Sin embargo, en 1981 rechazó la Orden del Mérito de la República Federal de Alemania,  pues explicaba que no merecía esa recompensa quien „sein Leben anständig gelebt hat“ ("vivió su vida decentemente").

### Participación en la comunidad
Desde mediada la década de 1920 hasta poco antes de su fallecimiento, Meysel se expresó con mucha franqueza sobre temas de carácter social y político, muchos de ellos a menudo controvertidos. Su primera aparición en público tuvo lugar en 1925 en un acto contra la pena de muerte a cargo de la organización Berliner Jungdemokraten. También se manifestó a favor del aborto, y a finales de la década se sumó a las Juventudes Socialistas. Además, Meysel era naturista.
En 1972 apoyó la elección de Willy Brandt, y en 1978 apoyó a Alice Schwarzer y a otras ocho mujeres en el proceso de sexismo que se había abierto contra la revista Stern. Otra de sus acciones fue el apoyo a la lucha contra el SIDA, interviniendo en varios eventos caritativos. Por su manera de ser abierta y directa, Meysel se hizo popular entre los gays y lesbianas, y en 1992 se supo que ella era bisexual. A pesar de que sus opiniones eran decididamente izquierdistas y feministas, su popularidad no se vio resentida por ellas.
En 1991 se mostró como miembro de la Sociedad Alemana para Morir con Dignidad. 

### Últimos años
Inge Meysel sufrió a partir de 2003 una demencia, pero aun así, en 2004 trabajó en un episodio de Polizeiruf 110, con 94 años de edad. A finales de abril de ese año sufrió una compleja fractura de fémur que obligó a intervenirla quirúrgicamente.
Inge Meysel falleció en 2004 en Seevetal, cerca de la ciudad de Hamburgo, a causa de un fallo cardiaco. Sus restos fueron incinerados, y las cenizas enterradas junto a su segundo marido, el productor austriaco John Olden (1918–1965), en el Cementerio Ohlsdorf de Hamburgo.

## Filmografía (selección)
| - 1948: Liebe 47, dirección de Wolfgang Liebeneiner - 1950: Der Fall Rabanser - 1952: Tanzende Sterne - 1955: El general del diablo, dirección de Helmut Käutner - 1956: Ein Mann muß nicht immer schön sein - 1957: Dr. Crippen lebt, dirección de Erich Engels - 1958: Das Mädchen vom Moorhof - 1958: Immer die Radfahrer, dirección de Hans Deppe - 1958: Nasser Asphalt, dirección de Frank Wisbar - 1958: Bobby Dodd greift ein, dirección de Geza von Cziffra - 1959: Rosen für den Staatsanwalt, dirección de Wolfgang Staudte - 1959: Liebe verboten – Heiraten erlaubt - 1960: Das Fenster zum Flur, dirección de Erik Ode - 1961: Schau heimwärts, Engel, dirección de John Olden - 1961: Im sechsten Stock, dirección de John Olden - 1961: Ihr schönster Tag, dirección de Paul Verhoeven - 1962: Der Biberpelz, dirección de John Olden - 1962: Der rote Hahn, dirección de John Olden - 1964: Ein Frauenarzt klagt an, dirección de Falk Harnack - 1965–1971: Die Unverbesserlichen, dirección de Claus Peter Witt - 1964: Die fünfte Kolonne, serie TV, episodio Tivoli, dirección de Theodor Grädler - 1965: Gertrud Stranitzki serie TV en 13 episodios, dirección de Georg Tressler - 1967: Wenn der junge Wein blüht, dirección de Hans Deppe - 1969: Die Ratten, dirección de Peter Beauvais - 1969: Ida Rogalski, dirección de Tom Toelle - 1969: Wehe dem, der erbt, dirección de Georg Tressler - 1970: Keiner erbt für sich allein, dirección de Georg Tressler - 1971: Kinderheim Sasener Chaussee, serie TV en 6 episodios - 1974: Orpheus in der Unterwelt, dirección de Joachim Hess - 1974: Eine geschiedene Frau, dirección de Claus Peter Witt | - 1979: St. Pauli-Landungsbrücken - 1980: Bühne frei für Kolowitz, dirección de Ralf Gregan - 1981: Die kluge Witwe, dirección de Wolf Dietrich - 1981: Der rote Strumpf, dirección de Wolfgang Tumler - 1982: Ein Kleid von Dior, dirección de Peter Weck - 1983: Wie war das damals?, dirección de Thomas Engel - 1984: Die Dame und die Unterwelt, dirección de Rainer Wolffhardt - 1984: Wassa Schelesnowa, dirección de Karl Paryla - 1984: Das Geschenk, dirección de Marcus Scholz - 1984: Mrs. Harris – Freund mit Rolls Royce, dirección de Georg Tressler - 1985: Grenzenloses Himmelblau, dirección de Marcus Scholz - 1985: Derrick (Episodio Schwester Hilde) - 1987: Mrs. Harris fährt nach Moskau, dirección de Franz Josef Gottlieb - 1988: Neapel sehen und erben, dirección de Marco Serafini - 1988: Spätes Glück nicht ausgeschlossen, dirección de Franz-Josef Gottlieb - 1990: Die Richterin, dirección de Jörg Grünler - 1990: Kein pflegeleichter Fall - 1995–2004: Polizeiruf 110 - 1997: Guppies zum Tee - 1998: Das vergessene Leben - 1999: Die blauen und die grauen Tage - 1999: Großstadtrevier (episodio 135) - 2000: Oh Tannenbaum - 2000: Tatort - Blaues Blut - 2001: Die Liebenden vom Alexanderplatz, dirección de Detlef Rönfeldt - 2004: Polizeiruf 110: Mein letzter Wille |

## Premios
- 11 Premios Bravo Otto (6 de oro, 4 de plata y 1 de bronce), concedidos por la revista Bravo (1961–1972)
- 6 Premios Bambi (1968, 1970–1973, 1990)
- Goldener Bildschirm (1966)
- Verleihung der Goldenen Kamera (1965, y por su trayectoria en 1999)
- Goldener Vorhang, premio teatral (1975/76)
- Silberner Bildschirm (1966 y 1967)
- Bundesverdienstkreuz (1981)
- Silbernes Blatt de la Dramatiker Union (1985)
- Premio Boy Gobert
- Medalla para las Artes y las Ciencias de Hamburgo (1990)
- Premio Ernst Reuter en plata de la ciudad de Berlín (1991)
- Deutscher Fernsehpreis (2000)
- Premio Telestar a su trayectoria (1995)

## Literatura
- Sabine Stamer: Inge Meysel. Europa, Hamburgo 2003, ISBN 3-203-83015-9.
- Maurus Pacher: Inge Meysel, Die verborgenen Jahre. Ullstein TB-Vlg., 1991, ISBN 3-548-22829-1.